# Radio Metrò
Radio Metrò è stata un'emittente radiofonica commerciale con sede a Cervignano del Friuli (UD).

## Descrizione
La radio trasmetteva quasi esclusivamente musica del passato, in particolar modo degli anni '70 e '80, con un occhio anche agli anni '90 e alla recente produzione degli artisti di quegli anni e alle hits attuali dalle sonorità particolarmente retrò, ma ogni tanto non mancavano brani attuali, nel caso di alcuni rifacimenti questi ultimi sono confrontati con la versione originale nel programma Back to the Original a cura di Diego Costelli.
In vari momenti della giornata si potevano ascoltare delle curiosità in pillole sull'artista che stava per essere trasmesso. I jingle erano realizzati riarrangiando spezzoni di brani famosi adeguandoli al nome dell'emittente, potevano anche essere scaricati gratuitamente dal sito previa registrazione. Altri servizi presenti sul sito dell'emittente erano la visione di titolo e autore del brano in onda e la visione del video del brano in onda.
Le frequenze coprivano buona parte del Friuli-Venezia Giulia e del Veneto e attraverso lo streaming internet era possibile ascoltare la radio ovunque nel mondo.
Le trasmissioni sono terminate il 26 novembre 2014 e le frequenze sono state acquisite da RTL 102.5.